# Салынка
Салынка — река в России, протекает в Оренбургской области.

## География и гидрология
Салынка — левобережный приток реки Большой Кинель, её устье находится в 397 километрах от устья Большого Кинеля. Длина реки — 14 км. Площадь водосборного бассейна — 74,9 км².
Салынка имеет левый приток — реку Зеленовка.

## Данные водного реестра
По данным государственного водного реестра России относится к Нижневолжскому бассейновому округу, водохозяйственный участок реки — Большой Кинель от истока и до устья, без реки Кутулук от истока до Кутулукского гидроузла. Речной бассейн реки — Волга от верхнего Куйбышевского водохранилища до впадения в Каспий.
Код объекта в государственном водном реестре — 11010000812112100007671.